# Geodia hilgendorfi
Geodia hilgendorfi är en svampdjursart som beskrevs av Thiele 1898. Geodia hilgendorfi ingår i släktet Geodia och familjen Geodiidae.
Artens utbredningsområde är havet kring Japan. Utöver nominatformen finns också underarten G. h. granosa.